# كوش جامبو
كوش جامبو هي ممثلة وكاتبة إنجليزية ولدت في 23 سبتمبر 1985.

## روابط خارجية
كوش جامبو على موقع IMDb (الإنجليزية)
- كوش جامبو على موقع روتن توميتوز (الإنجليزية)
- كوش جامبو على موقع ألو سيني (الفرنسية)
- كوش جامبو على موقع قاعدة بيانات برودواي على الإنترنت (الإنجليزية)
- كوش جامبو على موقع قاعدة بيانات الفيلم (الإنجليزية)
- كوش جامبو على موقع كينوبويسك (الروسية)